# Queenie (Fernsehserie)
Queenie ist eine britische Miniserie, die auf dem gleichnamigen Roman von Candice Carty-Williams basiert.

## Handlung
Die Handlung folgt Queenie Jenkins, einer 25-jährigen schwarzen Frau jamaikanischer Abstammung, die in London lebt. Nach der Trennung von ihrem langjährigen weißen Freund Tom gerät Queenies Leben aus den Fugen. Sie fühlt sich zunehmend verloren und kämpft mit mentalen Problemen, während sie sich durch unglückliche Dates und ihre Arbeit bei einer Zeitung manövriert.
Unterstützt wird Queenie von ihren engsten Freundinnen, die sie als „Corgis“ bezeichnet: Kyazike, Darcy und Cassandra, die ihr in schwierigen Zeiten beistehen. Während sie versucht, mit den Folgen der Trennung und ihrer Vergangenheit fertig zu werden, steht sie auch gesellschaftlichen Problemen wie Rassismus, Identitätsfragen und den Erwartungen ihrer jamaikanischen Familie, besonders ihrer strengen Großmutter Diana, gegenüber.

## Besetzung
- Dionne Brown: Queenie Jenkins
- Samuel Adewunmi: Frank Ssebendeke II
- Bellah: Kyazike Mayagenda
- Sally Phillips: Gina Hargadon
- Jon Pointing: Tom Blake
- Tilly Keeper: Darcy Pike
- Elisha Applebaum: Cassandra Stone
- Cristale De'Abreu: Diana Jenkins
- Mim Shaikh: Adi Malik

## Produktion und Veröffentlichung
Eine Adaption des Romans von Carty-Williams war ab 2019 bei Channel 4 in Entwicklung. Im August 2021 wurde bestätigt, dass Channel 4 eine Adaption mit acht Folgen in Auftrag gegeben hatte, wobei Carty-Williams selbst als Showrunnerin und ausführende Produzentin fungierte. Die Dreharbeiten fanden im April 2023 in South London statt. Als ausführende Produzenten fungierten außerdem Steve November und Sarah Conroy von Further South Productions, während Lisa Walters als Co-Executive und Serienproduzentin fungierte. Im Autorenteam von Carty-Williams arbeiteten Ryan Calais Cameron, Yolanda Mercy, Natasha Brown und Thara Popoola. Regie führten Joelle Mae David und Makalla McPherson. In der Hauptrolle spielen Samuel Adewunmi, Bellah, Sally Phillips, Jon Pointing, Tilly Keeper, Llewella Gideon, Michelle Greenidge, Cristale De'Abreu, Elisha Applebaum und Mim Shaikh.
Die Erstausstrahlung der Serie erfolgte am 4. Juni 2024 auf Channel 4 und am 7. Juni 2024 auf Hulu, Disney+ und Star+.

## Episodenliste
| Nr. | Deutscher Titel                     | Originaltitel                      | Erstausstrahlung (UK) | Deutschsprachige Erstveröffentlichung (D/A/CH) | Regie             | Drehbuch                              |
| --- | ----------------------------------- | ---------------------------------- | --------------------- | ---------------------------------------------- | ----------------- | ------------------------------------- |
| 1   | Die verlorene Enkelin kehrt zurück  | The Prodigal Granddaughter Returns | 4. Juni 2024          | 7. Juni 2024                                   | Joelle Mae David  | Candice Carty-Williams                |
| 2   | Ein sauberer Schlussstrich, Queenie | Clean Break Queenie                | 4. Juni 2024          | 7. Juni 2024                                   | Joelle Mae David  | Ryan Calais Cameron                   |
| 3   | Vom Mauerblümchen zum Vamp          | From Virgin To Vixen               | 5. Juni 2024          | 7. Juni 2024                                   | Joelle Mae David  | Candice Carty-Williams, Yolanda Mercy |
| 4   | Der Albtraum vor Weihnachten        | The Nightmare Before Christmas     | 5. Juni 2024          | 7. Juni 2024                                   | Joelle Mae David  | Natasha Brown                         |
| 5   | Neues Jahr, alte Probleme           | New Year, Old Problems             | 11. Juni 2024         | 7. Juni 2024                                   | Makalla McPherson | Natasha Brown                         |
| 6   | Sie ist königlich                   | She’s Royal                        | 11. Juni 2024         | 7. Juni 2024                                   | Makalla McPherson | Candice Carty-Williams                |
| 7   | Happy Earthstrong!                  | Happy Earthstrong!                 | 12. Juni 2024         | 7. Juni 2024                                   | Makalla McPherson | Ryan Calais Cameron                   |
| 8   | Endlich Liebe                       | Love, Finally                      | 12. Juni 2024         | 7. Juni 2024                                   | Makalla McPherson | Thara Popoola                         |